# Poecilocloeus maculicrus
Poecilocloeus maculicrus är en insektsart som beskrevs av Marius Descamps 1980. Poecilocloeus maculicrus ingår i släktet Poecilocloeus och familjen gräshoppor. Inga underarter finns listade i Catalogue of Life.